# NGC 6207
NGC 6207 é uma galáxia espiral (Sc) localizada na direcção da constelação de Hercules. Possui uma declinação de +36° 49' 55" e uma ascensão recta de 16 horas, 43 minutos e 03,7 segundos.
A galáxia NGC 6207 foi descoberta em 16 de Maio de 1787 por William Herschel.